# Royal Shakespeare Company
Pour les articles homonymes, voir Shakespeare (homonymie).
La Royal Shakespeare Company est l'une des troupes de théâtre britanniques les plus influentes au Royaume-Uni. Stratford-upon-Avon est le lieu historique de la troupe, qui est aussi implantée à Londres et Newcastle.

## Histoire
Les débuts de la compagnie datent d'avant 1879. À l'époque, le Shakespeare Memorial Theatre de Stratford-upon-Avon donna sa première représentation : Beaucoup de bruit pour rien. La troupe de ce théâtre s'appelait alors la Shakespeare Memorial Company et devint très vite prestigieuse. En 1925, une charte royale lui fut accordée. 
En 1960, Peter Hall rebaptisa la troupe en Royal Shakespeare Company et le théâtre en Royal Shakespeare Theatre. La troupe a un répertoire qui s'étend du classique au moderne, en plus des pièces de William Shakespeare.
En 2005, l'institution reçoit la médaille d'or du mérite des beaux-arts par le ministère de l'Éducation, de la Culture et des Sports.

## Théâtres de la compagnie à Stratford-upon-Avon
À Stratford-upon-Avon, la Royal Shakespeare Company se produit dans quatre théâtres : 
- Le Royal Shakespeare Theatre, un théâtre de 1040 places (qui a rouvert ses portes le 4 novembre 2010 après de grands travaux d'amélioration)[2]
- Le Swan Theatre, théâtre de 400 places environ
- Le Courtyard Theatre, installation provisoire utilisée comme théâtre d'environ 1 000 sièges qui a été réalisé par l'architecte et designer Ian Ritchie et a ouvert ses portes en juillet 2006.
- The Other Place

## Acteurs de la troupe connus
Les acteurs les plus connus sont :
- Gary Oldman
- Sean Bean
- Kenneth Branagh
- Timothy Dalton
- Maggie Smith
- Judi Dench
- Mia Farrow
- Ben Kingsley
- Ian McKellen
- Ian Richardson
- Alan Rickman
- Patrick Stewart
- David Suchet
- David Tennant
- Joseph Fiennes
- Daniel Sharman
- Julian Morris
- Derek Jacobi
- Helen Mirren
- Tilda Swinton
- Diana Rigg

## Directeurs artistiques
- 1960-1968 : Peter Hall
- 1968-1978 : Trevor Nunn
- 1978-1986 : Trevor Nunn et Terry Hands
- 1986-1991 : Terry Hands
- 1991-2003 : Adrian Noble
- 2003-2012 : Michael Boyd
- 2012- : Gregory Doran

## Répertoire
Parmi les représentations les plus fameuses :
- The Wars of the Roses[3], adaptation des pièces historiques d'Henri VI de Shakespeare, mise en scène par Peter Hall en 1963-64.
- Le Songe d'une nuit d'été mise en scène par Peter Brook en 1970
- Hamlet jouée par Sir Ben Kingsley en 1976 et Kenneth Branagh en 1992
- Macbeth jouée par Dame Judi Dench et Sir Ian McKellen en 1977
- Les Liaisons dangereuses jouée par Alan Rickman, Lindsay Duncan et Juliet Stevenson en 1985
- Carrie, adaptation du roman du même titre de l'écrivain américain Stephen King en 1988.
- Les Sorcières de Salem d'Arthur Miller en 2006

La Royal Shakespeare Company a annoncé qu'elle prenait résidence à New York pour un an en 2011.